# Ręka błogosławiąca
Ręka błogosławiąca, ręka biskupia (ang. Hand of benediction) – patologia spowodowana długotrwałym uciskiem lub uszkodzeniem nerwu pośrodkowego w jego części proksymalnej (na poziomie ramienia lub przedramienia, przed wejściem do kanału nadgarstka).
Osoba posiadająca tę patologię nie jest w stanie zgiąć palca drugiego i trzeciego dłoni. Jest to spowodowane porażeniem nerwu pośrodkowego, który odpowiada za unerwienie zginaczy palców z wyjątkiem dwóch głów zginacza głębokiego - odpowiadających za zgięcie palca IV i V.